# Dimityr Gorow

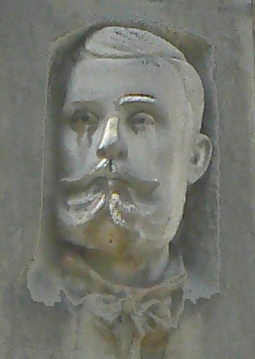
Dimityr Gorow na reliefie w Peszterze

Dimityr Iwanow Gorow (bułg. Димитър Иванов Горов; ur. 28 czerwca 1840 w Peszterze, zm. 4 grudnia 1881 w Triawnie) – bułgarski działacz niepodległościowy, przemysłowiec.
We wczesnej młodości opuścił rodzinne miasto i osiedlił się w Giurgiu. Dzięki własnej pracowitości, pomysłowości i przedsiębiorczości udało mu się zgromadzić znaczny kapitał, z pomocą którego otworzył fabrykę świec i mydła. Ożenił się z siostrą wybitnego działacza na rzecz niepodległości Bułgarii, Angeła Kynczewa. Sam również zaangażował się w sprawę narodową poświęcając na nią większość zarobionych pieniędzy. Finansował oddziały powstańcze, np. słynną czetę Hadżiego Dimityra i Stefana Karadży, a także wspomagał zubożałych buntowników. W 1876 poświęcił się organizacji największej bułgarskiej insurekcji, powstania kwietniowego. Jego środki umożliwiły Christowi Botewowi zakup drukarni oraz sformowanie i wyprawienie czety, która włączyła się w powstanie. Sam Gorow wziął udział w wojnie serbsko-tureckiej w 1876 oraz, wraz z Liubenem Karawełowem, w wojnie rosyjsko-tureckiej w latach 1877–1878. Sprzedawszy cały swój majątek ostatecznie pozostał bez środków do życia. Zmarł na skutek choroby w trzy lata po odzyskaniu przez Bułgarię niepodległości.